# 博尔德 (犹他州)
大石鎮（英文：Boulder），是美国犹他州加菲尔德县下属的一座小鎮。建鎮于 1889年，面积大约为20.92平方英里（54.2平方公里），海拔约为6,703英尺（2,043米）。根据2010年美国人口普查，该鎮有人口226人。